# 赤川薫
赤川 薫（あかがわ かおる、1973年〈昭和48年〉- ）は、ヨーロッパを拠点に活動する日本の女性芸術家、鉄道写真家、鉄道ジャーナリスト。細かく書かれた仮名文字の濃淡で絵画を織り成す芸術スタイルは、仮名書道師範としての技術をベースにしている。
米CNN、イギリスの大手一般新聞ガーディアン、ドイツの国際公共放送ドイチェ・ヴェレ（Deutsche Welle）、英BBCラジオなどで取り上げられるとともに、メルセデス・ベンツが主催したオンライン・ビデオ雑誌『The Avant/Garde Diaries』でも紹介された。
ベルリン、パリ、ロンドン、東京などで個展を開催したほか、英オックスフォード大学、ロンドン大学先端研究所、チューリッヒ大学などで講演した。
鉄道ジャーナリスト、写真家としても活動しており、イギリスと日本の鉄道雑誌に寄稿している。

## 来歴
カナダのモントリオールに生まれ、アメリカ合衆国のニューヨークで育つ。15歳のとき、家族とともに日本に居を移す。
1995年に慶應義塾大学を卒業した後、テレビコマーシャルの3Dコンピューターグラフィックデザイナーとして働いたが、次第に資本主義の広告業界で働くことへの葛藤に悩まされる。デジタル技術を拒否し、伝統的な日本の墨と筆に媒体を変えた。
2008年、仮名書道師範を取得。伝統は次世代に引き継ぎ継承されるべきだと考えるも、同時に、伝統の制約の中で自分を表現するだけでは事足りなくなり、独自の芸術スタイルで伝統的な境界を超えたいという強い衝動を感じ始める。転機は、9歳のときにニューヨークのメトロポリタン美術館で見た、点描法と呼ばれる小さな色の点を使って絵を描くスーラの画法を思い出したこと。「スーラが点で絵を描けるなら、私も細かい仮名文字で描けるかもしれない」と考えた。
2010年、赤川は仮名文字の濃淡を利用して模様を浮き出させる独自のアート作品を作り始めた。彼女の新しいアートスタイル、仮名アートにより、日本語を解さない人も、仮名文字のコントラストが織りなすイメージを見つめることで、仮名文字の流麗でしなやかな線を自然と鑑賞することができる。
制作に数か月かかることもあるこれらの繊細な作品で、赤川は平安からの伝統を現代に蘇らせる。赤川は、平面作品だけでなく、立体作品も発表している。どちらの作品でも、仮名文字が使われ、仮名の伝統的な形式を超越し、文字を視覚芸術作品に変えている。
2022年にロンドン大学東洋アフリカ研究学院（SOAS）で美術史と考古学の修士号を取得。同年、鉄道ジャーナリスト・写真家として活動を開始、イギリスと日本の鉄道雑誌や鉄道カレンダーに写真を提供したり執筆したりしている。

## 人物・エピソード
大学院に通っている間に第一子を出産。 繰り返す稽留流産の苦しみを表現した作品も多い。
鉄道写真を撮り出したきっかけは、不妊治療による鬱だった。
「鉄子」として雑誌などにも連載している。

## 主な展覧会
- リヒテンシュタイン国立博物館、ファドゥーツ、リヒテンシュタイン、2017年[16]
- ギャラリーBOA-PARIS、パリ、フランス、2016年[17]
- 京都・建仁寺塔頭両足院、2013年[10]